# Schafter
Schafter (zapis stylizowany minuskułą: schafter), właściwie Wojciech Laskowski (ur. 2003) – polski raper, piosenkarz, producent muzyczny, reżyser teledysków i autor tekstów.

## Życiorys
Wojciech Laskowski wychowywał się w Jaworznie i początkowo zajmował się produkcją. W czerwcu 2016 roku opublikował utwór pt. „dead in designer clothes”, zawierający głos artysty Bones z utworu o tej samej nazwie, na portalu SoundCloud pod pseudonimem „restaurantposse 🌟”. Już jako producent publikował swoje produkcje na kanale YouTube „Kstyk”. 31 października 2018 został wydany jego debiutancki minialbum „Hors d’oeuvre”. Dystrybucją nagrania w formie fizycznej zajęła się wytwórnia Asfalt Records.
24 maja 2019 r. na kanale Schaftera ukazał się utwór „Hot coffee”, będący zapowiedzią nowego albumu. 22 listopada 2019 na streamingach i w sklepach znalazł się album „Audiotele”, na którym pojawili się gościnnie m.in. Taco Hemingway, Żabson i Belmondo. Płyta zajęła 2 miejsce na OLiS. Za fizyczne wydanie krążka odpowiadało Universal Music Polska.
12 marca 2020 ukazała się wspólna piosenka Young Igiego i Schaftera o nazwie „Swimming lessons”. Sam utwór nie był uznawany za singiel z albumu, lecz finalnie się na nim znalazł. Około rok po premierze piosenka została odznaczona złotym certyfikatem.  
23 czerwca 2020 światło dzienne ujrzał singiel „Push to talk”, który był zapowiedzią płyty „Futura”, dostępnej w sklepach oraz serwisach streamingowych od 27 listopada 2020 r. (osoby, które zamówiły ją w przedsprzedaży, miały możliwość odsłuchania utworów dzień wcześniej). Krążek zajął 6 miejsce na OLiS, a na samym albumie pojawiły się takie osoby jak Rosalie, Houston X oraz Young Igi.
24 marca 2021 najpopularniejszy singiel artysty „Hot coffee” pokrył się diamentowym wyróżnieniem.
Pod koniec 2022 roku Laskowski dołączył do kolektywu Club2020. 10 marca 2023 supergrupa wydała album „Club2020" Schafter wystąpił tam na takich utworach jak „Landlord”, „Deszcz”, „Late Night Show”. 30 marca 2023 grupa wydała club2020 Mixtape, na którym Schafter był obecny na dwóch piosenkach „Tr∆jkąt” i „O.N.A.".
17 maja 2023 Schafter wydał singiel „ONA (Prequel)”, który był zapowiedzią minialbumu „Ramotka". Projekt miał premierę 25 maja 2023.
30 kwietnia 2025 po prawie dwuletniej przerwie od solowych wydawnictw, Schafter wydał singiel „da vinci”.

## Dyskografia

### Albumy studyjne
| Rok  | Album | Pozycja na liście | Sprzedaż       | Certyfikat                 |
| Rok  | Album | POL               | Sprzedaż       | Certyfikat                 |
| ---- | --- | ----------------- | -------------- | -------------------------- |
| 2019 | Audiotele - Data: 22 listopada 2019 - Wydawca: restaurant posse, Universal Music Polska - Format: CD, digital download | 2                 | - POL: 60 000+ | - ZPAV: 2x platynowa płyta |
| 2020 | Futura - Data: 27 listopada 2020 - Wydawca: restaurant posse, Universal Music Polska - Format: CD, digital download    | 6                 | - POL: 15 000+ | - ZPAV: złota płyta        |

### Minialbumy
| Rok  | Album | Pozycja na liście |
| Rok  | Album | POL               |
| ---- | --- | ----------------- |
| 2018 | Hors d'oeuvre - Data: 31 października 2018 - Wydawca: restaurant posse, Asfalt Records - Format: CD, digital download | 10                |
| 2023 | Ramotka - Data: 25 maja 2023 - Wydawca: restaurant posse - Format: Digital download                                   | 23                |

### Single
Jako główny artysta
| Rok                         | Tytuł                                    | Najwyższe pozycje na listach | Najwyższe pozycje na listach | Najwyższe pozycje na listach | Najwyższe pozycje na listach | Najwyższe pozycje na listach | Certyfikat                 | Album         |
| Rok                         | Tytuł                                    | POL                          | POL NEW                      | RMF                          | SLiP                         | Eska                         | Certyfikat                 | Album         |
| --------------------------- | ---------------------------------------- | ---------------------------- | ---------------------------- | ---------------------------- | ---------------------------- | ---------------------------- | -------------------------- | ------------- |
| 2017                        | „Blow off”                               | –                            | –                            | –                            | –                            | –                            |                            | Hors d'oeuvre |
| 2017                        | „Blur”                                   | –                            | –                            | –                            | –                            | –                            |                            | Hors d'oeuvre |
| 2018                        | „Blow off”                               | –                            | –                            | –                            | –                            | –                            |                            | Hors d'oeuvre |
| 2018                        | „Cameltoe” (gośc. Vkie)                  | –                            | –                            | –                            | –                            | –                            |                            | Hors d'oeuvre |
| 2018                        | „Candy.doll”                             | –                            | –                            | –                            | –                            | –                            |                            | Hors d'oeuvre |
| 2019                        | „Tom & Jerry”                            | –                            | –                            | –                            | –                            | –                            |                            | Hors d'oeuvre |
| 2019                        | „Hot coffee”                             | 41                           | 2                            | 15                           | 13                           | 23                           | - ZPAV: diamentowa płyta   | Audiotele     |
| 2019                        | „Double D’s” (gośc. Żabson)              | –                            | –                            | –                            | –                            | –                            | - ZPAV: 2× platynowa płyta | Audiotele     |
| 2019                        | „Marvin”                                 | –                            | –                            | –                            | –                            | –                            | - ZPAV: platynowa płyta    | Audiotele     |
| 2019                        | „Ridin' round the town w czyimś bel air” | –                            | –                            | –                            | –                            | –                            | - ZPAV: platynowa płyta    | Audiotele     |
| 2019                        | „Bigos” (gośc. Taco Hemingway)           | –                            | –                            | –                            | –                            | –                            | - ZPAV: platynowa płyta    | Audiotele     |
| 2019                        | „Cirque du soleil” (gośc. Oki)           | –                            | –                            | –                            | –                            | –                            | - ZPAV: złota płyta        | Audiotele     |
| 2020                        | „Swimming lessons” (gośc. Young Igi)     | –                            | –                            | –                            | –                            | –                            | - ZPAV: złota płyta        | Futura        |
| 2020                        | „Push to talk”                           | –                            | –                            | –                            | –                            | –                            |                            | Futura        |
| 2020                        | „3.5 karrat”                             | –                            | –                            | –                            | –                            | –                            |                            | Futura        |
| 2020                        | „Eskeemos”                               | –                            | –                            | –                            | –                            | –                            | - ZPAV: złota płyta        | Futura        |
| 2023                        | „ONA (PREQUEL)”                          | –                            | –                            | –                            | –                            | –                            |                            | Ramotka       |
| 2025                        | „da vinci”                               | –                            | –                            | –                            | –                            | –                            |                            | TBA           |
| „–” singel nie był notowany |                                          |                              |                              |                              |                              |                              |                            |               |

Jako artysta gościnny
| Rok  | Tytuł                                                                    | Pozycja na liście | Certyfikat              | Album                       |
| Rok  | Tytuł                                                                    | LP3               | Certyfikat              | Album                       |
| ---- | ------------------------------------------------------------------------ | ----------------- | ----------------------- | --------------------------- |
| 2018 | „DVD” (Mlodyskiny; gośc. Schafter)                                       |                   | - ZPAV: platynowa płyta | Singel niealbumowy          |
| 2018 | „Nintendo” (Deys; gośc. Schafter)                                        |                   |                         | Oczka                       |
| 2019 | „Czy Ty słyszysz mnie?” (Daria Zawiałow; gośc. schafter, Ralph Kaminski) | 24                | - ZPAV: platynowa płyta | Helsinki (edycja specjalna) |
| 2019 | „9 żyć” (Kubi Producent; gośc. Schafter, Otsochodzi, PlanBe)             |                   | - ZPAV: platynowa płyta | +18                         |
| 2021 | „Bez zarzutów” (Hodak; gośc. Schafter)                                   |                   |                         | Moody Tapes, Volume One     |
| 2021 | „Weird Flex” (CatchUp; gośc. schafter)                                   |                   |                         | Perypetie                   |
| 2023 | „Wwa na kxksie” (Yung Adisz; gośc. schafter, Gottastral)                 |                   | - ZPAV: platynowa płyta | Singel niealbumowy          |
| 2025 | „ANOMALIA” (Drabusheyka; gośc. schafter, Jordan Tomi)                    |                   |                         | Singel niealbumowy          |
| 2025 | „MOONDANCE" (Drabusheyka; gośc. schafter)                                |                   |                         | Singiel Niealbumowy         |

### Inne certyfikowane utwory
| Rok  | Tytuł                                           | Certyfikat              | Album            |
| ---- | ----------------------------------------------- | ----------------------- | ---------------- |
| 2019 | „Martin Shkreli freestyle”                      | - ZPAV: złota płyta     | Audiotele        |
| 2019 | „Pager” (gośc. Belmondo)                        | - ZPAV: złota płyta     | Audiotele        |
| 2023 | „Nametag” (Taco Hemingway; gośc. schafter, Oki) | - ZPAV: platynowa płyta | 1-800-Oświecenie |
| 2023 | „Niedziela” (Taco Hemingway; gośc. schafter)    | - ZPAV: złota płyta     | 1-800-Oświecenie |